# Girolamo Fracastoro
Girolamo Fracastoro (en latín, Hieronymus Fracastorius; Verona, 17 de marzo de 1478-Affi, 8 de agosto de 1553), castellanizado frecuentemente como Jerónimo Fracastoro, fue un médico y erudito italiano. Escribió dos libros de alto interés en la historia de la medicina: uno es un poema para informar sobre una horrible y nueva enfermedad en Europa, la sífilis; el otro libro, aún más importante, es De contagionibus, que provee una naciente teoría sobre el contagio de enfermedades, y es considerado el primer texto que habla de esto en la historia de la medicina.
Renombrado médico, Fracastoro perteneció completamente al renacimiento italiano y al humanismo clásico. Tenía un afán por los nuevos descubrimientos, como, por ejemplo, en astronomía, donde se podría decir de un modo limitado, que se anticipó a Copérnico. También hizo contribuciones en aspectos médicos de la botánica.

## Biografía

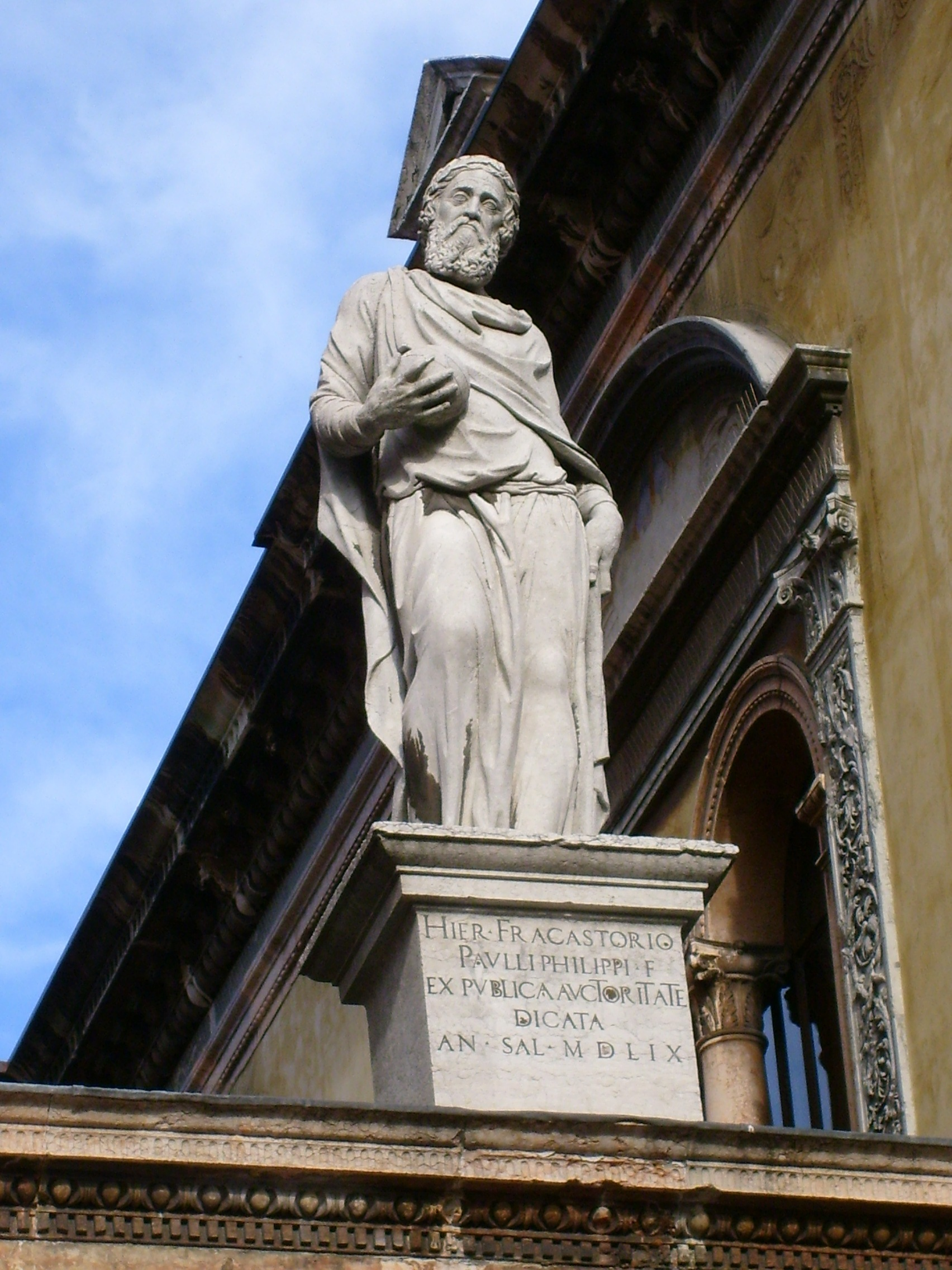
Estatua de Fracastoro en la plaza de los Señores (Verona)

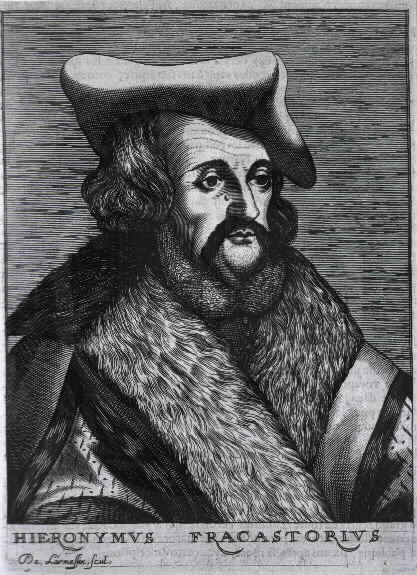
Girolamo Fracastoro.

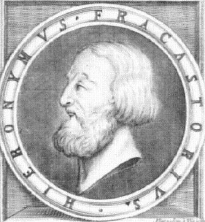
Girolamo Fracastoro.

Girolamo Fracastoro nació en la ciudad veneciana de Verona en 1478. Estudió leyes en Bolonia antes de entrar en la Universidad de Padua, alrededor de 1501. En aquella prestigiosa universidad, Fracastoro estudió matemáticas y filosofía, como también medicina, y obtuvo el grado de bachiller el año 1502. Fue profesor por algo más de un año, pero luego se retiró a Verona a ejercer la medicina, alcanzando el éxito y el reconocimiento.

### Syphilis sive morbus Gallicus
Entre las muchas enfermedades que Fracastoro atendió, había una que parecía nueva. Horrible en la mayoría de sus síntomas, se hablaba de ella a lo largo de toda Europa, pero con distintos nombres: «mal francés» o «picazón napolitana», entre otros. A través del siglo XVI ya se manejaba un término común, «mal francés». A esta enfermedad, Fracastoro la llamó «sífilis», pero este nombre no se hizo común hasta el inicio del siglo XIX.
Fracastoro publicó en el año 1530, Syphilis sive morbus Gallicus, obra dedicada al cardenal Pietro Bembo, un conocido erudito, además de secretario papal. El poema tiene tres libros. En el primero, Fracastoro describe los inicios de la enfermedad y la confusión que causó. El segundo trata sobre los diversos tratamientos. El tercer texto es la historia alegórica de un pastor que se llamaba Syphilo, que por adorar a un rey mundano, recibe el castigo del dios sol. En consecuencia sufre de la enfermedad. El poema fue traducido a varias lenguas y publicado en más de cien ediciones. Su extensa distribución, atestiguaba sobre la prevalencia y severidad de la enfermedad.

### De contagione et contagiosis morbis
El otro gran libro de Fracastoro es De contagione et contagiosis morbis, publicado en 1546. Es una perspicaz comparación de observación y razonamiento. Su teoría ofrece tres posibilidades interrelacionadas para explicar la naturaleza del contagio de enfermedades en general. La primera, la enfermedad puede ser transmitida por contacto directo. La segunda posibilidad es a través de lo que él llamó «fomes». Estos son vectores de infección que hospedan a la semilla esencial del contagio y causa la infección. La tercera categoría es la transmisión a distancia.

### Últimos años
Afamado y celebrado por sus actividades académicas, Fracastoro fue honrado por príncipes y solicitado por los clérigos. Por un tiempo, el papa Pablo III lo nombró medicus ordinarius, por lo que recomendó trasladar el Concilio de Trento a Bolonia, para así evitar una epidemia de peste. Pero Fracastoro pronto volvió a su ciudad, donde falleció de un infarto el 8 de agosto de 1553, a la edad de 75 años. En un plazo de dos años, los veroneses lo honraron con un monumento en piedra situado en la plaza de los Señores.

## Eponimia
- El cráter lunar Fracastorius lleva este nombre en su memoria.